# Tabanus shannonellus
Tabanus shannonellus är en tvåvingeart som beskrevs av Krober 1936. Tabanus shannonellus ingår i släktet Tabanus och familjen bromsar. Inga underarter finns listade i Catalogue of Life.